# Berkshire Championships 1950
Die Berkshire Championships 1950 im Badminton fanden vom 9. bis zum 11. Februar 1950 in Abingdon in England statt.

## Die Sieger
| Disziplin    | Sieger                       |
| ------------ | ---------------------------- |
| Herreneinzel | nicht ausgetragen            |
| Dameneinzel  | nicht ausgetragen            |
| Herrendoppel | Tom Wingfield Barron Renton  |
| Damendoppel  | Betty Grace Audrey Blathwayt |
| Mixed        | Ralph Nichols Nancy Horner   |